# Екатерина (светица)
Вижте пояснителната страница за други личности с името Екатерина.
Света великомъченица Екатерина (на гръцки: ἡ Ἃγια Ἃικατερίνη ἡ Μεγαλομάρτυς) е християнска светица и мъченица от 4 век, съвременница на Римската тетрархия. В агиографията е представяна, като изключителна интелектуалка и голяма красавица.
Православната църква я почита, като великомъченица. Празникът в нейна чест е на 24 ноември. Главен символ на света Екатерина е колелото с шипове (остриета), което е известно като „колелото на Екатерина“ и което изобразява в стилизиран вид оръдието на нейното мъчение.

## Житие
Според църковното предание Екатерина e дъщеря на Конт, управител на Александрия, Египет по времето на император Максимиан, който владетел (или Максимин II, или Максенций) е представян инициатор на нейната екзекуция, която се предполага, че е станала през 305 г.
В столицата тя получава блестящо образование, изучавайки работите на най-видните философи и учени. Когато отраства се явяват множество богати и знатни женихи за нея, но тя отхвърля всички, защото държи да се ожени само за мъж, който би я превъзхождал по слава, богатство, красота и мъдрост. Майка й - тайна християнка - я убеждава, че това ще стане възможно след среща с един отшелник. С негова помощ прави и девойката последователка на християнството и тя решава да се посвети на Христос.
По това време започват и Диоклециановите гонения и според легендата, младата жена се среща с един от императорите, с надеждата да го убеди, че извършва грешка като преследва християните. Той урежда диспут между нея и голям брой философи-езичници, които да оборят религиозните й възгледи, но след като не успяват, те сами се покръстват, както и жената на императора. Заради това са убити мъченически, а самата Екатерина - тикната в затвора, където въвежда в християнството всички, които я посещават. Понеже не сполучва да я върне към езичеството, императорът я осъжда на смърт. Предвидената екзекуция е описвана, като разпъване на колело, но механизмът (явно избран, като импониращ на учеността на девойката) по-скоро представлява двойка поставени на кръгла основа поредици въртящи се зъбци, предназначени да я разпорят на парчета. Според преданието, т.нар. колело на Екатерина се разпада при допира с нея, затова заменят този метод с обезглавяване с меч. 

## Култ към света Екатерина
В преданието се разказва как ангели отнасят тялото на мъченицата в планината Синай, където през VІ век римският император Юстиниан I основава Синайския манастир. Манастирът оцелява през вековете, като остава хранилище на безценни произведения на раннохристиянското изкуство, архитектура и илюстровани ръкописни книги.

## Български фолклор
В традиционната българска народна култура денят на Св. Екатерина (познат като Света Катерина, 24 ноември) се почита най-вече в Южна България. В Пловдивския край се вярва, че тя предпазва децата от болести, най-вече от шарка. В този регион майките, които имат малки деца, рано сутрин омесват погача и малко кравайче, което намазват с пчелен мед. Погачата се раздава за здраве из махалата/квартала/селището, а кравайчето (доколкото архитектурата го позволява) се окача на вратата или се хвърля на покрива „за Баба Шарка“, т.е. за да се умилостиви злият дух, за който поверията твърдят, че предизвиква едноименната болест. 
В Родопската област (Средни Родопи) светицата се почита против тежки болести и висока температура. Жените не работят и не пипат остри предмети, защото се вярва, че ако се порежат, раната няма да зарасне. В Странджанския край, в Източна Тракия и сред преселниците от Беломорието на деня на светицата се празнува против мишки (т. нар. Миши празници). Там жените също не работят, не пипат остри и режещи предмети, замазват огнището с кал и раздават със затворени очи варени зърна (боб, царевица и др.), за да „замажат и затворят очите“ на мишките (това се прави с цел да им се попречи да паразитират в жилища и складове).

## Други
На света Екатерина е наречена улица в квартал „Бъкстон“ в София (Карта).